# JS Shonan (AGS-5106)
Le JS Shonan (AGS-5106), ou Syonan, est un bâtiment hydrographique, navire auxiliaire de la Force maritime d'autodéfense japonaise. Il porte le nom de la baie de Wakasa.

## Historique
La pose de la quille du Wakasa a été effectué le 16 décembre 2008 au chantier naval du groupe Mitsui à Tamano en tant que navire d'observation de l'océan prévu en , lancé le 29 juin 2009. Il a été mis en service le 17 mars 2010, après les tests en mer, au groupe d'opérations maritimes et de soutien anti-sous-marin et déployé à Yokosuka.
Le navire a été construit comme une alternative au JS Futami (AGS-5101) qui a été retiré à la fin des années 2000. En termes de conception, il s'agit d'une version modifiée du précédent JS Nichinan (AGS-5105) avec une structure de coque de navire marchand, avec la suppression de la poulie de proue qui servait à poser et entretenir l'équipement et les câbles acoustiques sous-marins. D'autre part, le pont arrière est considéré comme un pont d'observation, avec une grue pliante centrale au milieu du pont et une grue à châssis en A à l'arrière.
Le moteur principal est un système diesel-électrique similaire au Nichinan, une propulsion électrique intégrée fournie par les générateurs. Par ailleurs, un propulseur azimutal peut faire pivoter le navire à 360 degrés.
A son bord se trouvent un bateau de travail de 11 mètres à bâbord et un bateau de travail composite à tribord.

## Galerie

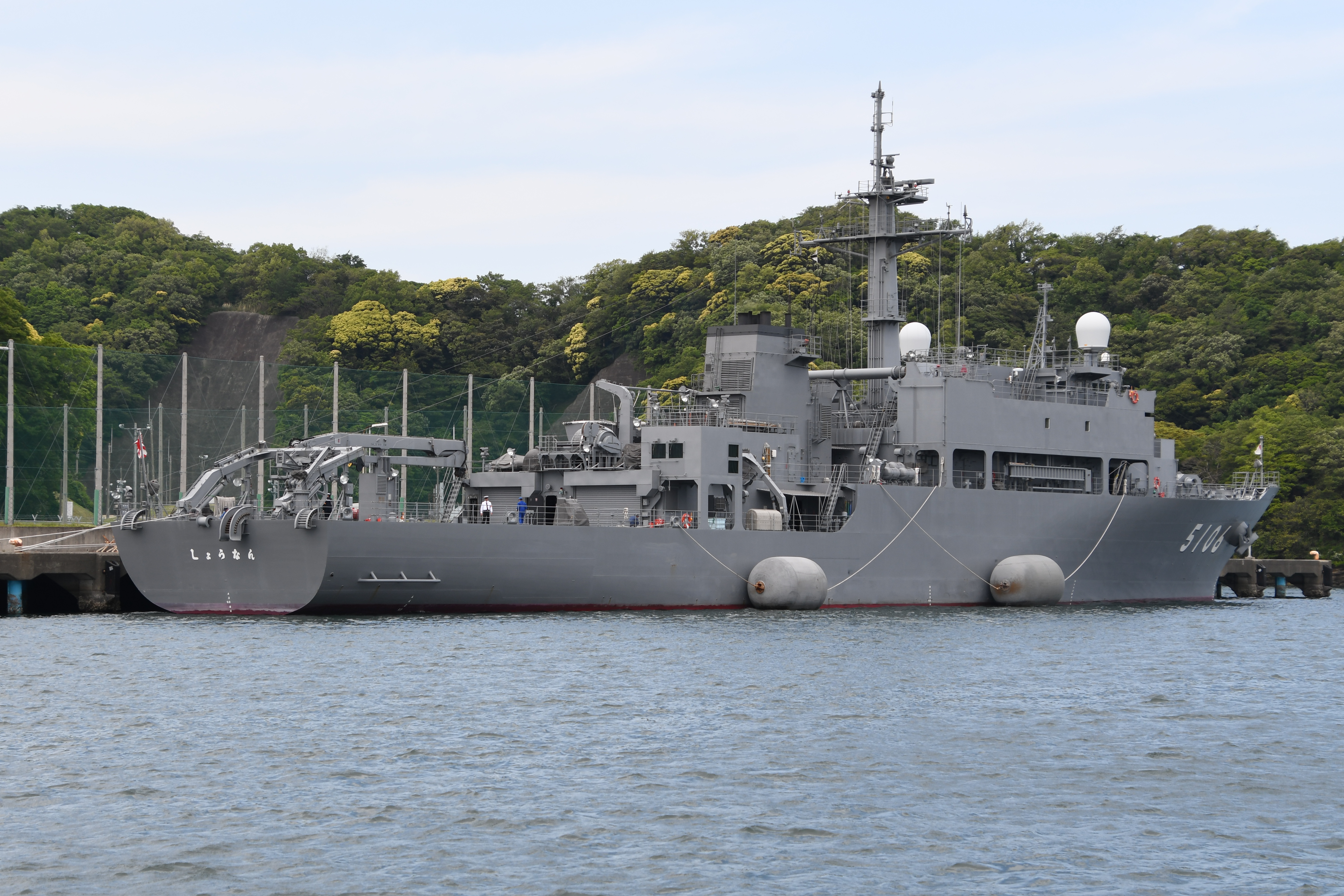
JS Shonan
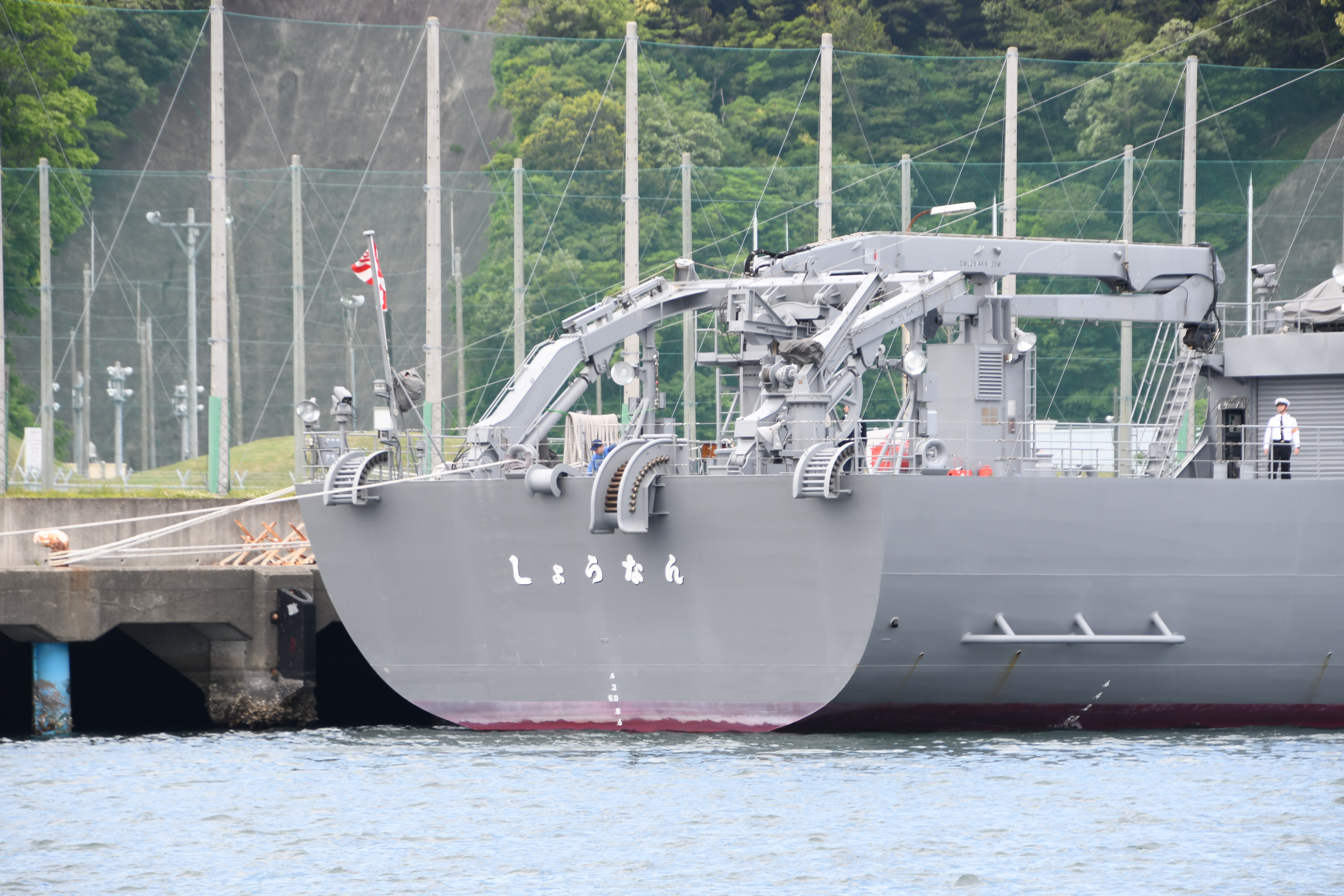
SJ Shonan

### Note et référence
- (ja) Cet article est partiellement ou en totalité issu de l’article de Wikipédia en japonais intitulé « しょうなん (海洋観測艦) » (voir la liste des auteurs).